# Filips Christoffel Frederik van Hohenzollern-Hechingen
Filips Christoffel Frederik van Hohenzollern-Hechingen (Hechingen, 24 juni 1616 - aldaar, 24 januari 1671) was van 1661 tot aan zijn dood de derde vorst van Hohenzollern-Hechingen. Hij behoorde tot het huis Hohenzollern.

## Levensloop
Filips was de jongste zoon van vorst Johan George van Hohenzollern-Hechingen en diens echtgenote Francisca van Salm, dochter van graaf Herman I, wild- en Rijngraaf in Neufville. Als jongere zoon was hij bestemd voor een geestelijke loopbaan en hij werd benoemd tot domheer in Keulen en Straatsburg. Ook gold hij als een geleerde jurist en stond hij aan het hoofd van een keizerlijke missie in Spanje. 
Na de dood van zijn oudere broer Eitel Frederik II in 1661 werd Filips vorst van Hohenzollern-Hechingen. In ruil voor 4000 scudi liet paus Alexander VII de terugkeer van Filips in de lekenstand toe. Omdat bij de verheffing van de linie Hohenzollern-Hechingen in de rijksvorstenstad enkel de eerstgeboren zoon de titel van vorst kon krijgen, breidde keizer Leopold I dit recht uit naar Filips als dank voor zijn verdiensten aan het huis Habsburg. Na de pauselijke dispensatie te hebben ontvangen kon hij als intussen 46-jarige op 12 november 1662 in Baden-Baden huwen met Maria Sidonia (1635-1686), de dochter van markgraaf Herman Fortunatus van Baden-Rodemachern.
In de jaren van zijn regering raakte Filips meer en meer lichamelijk verzwakt en op het einde van zijn leven was hij volledig verlamd. Omdat zijn staat door de Dertigjarige Oorlog financieel en economisch was geruïneerd, besloot Filips een bescheiden hofhouding in te stellen en via de middelen van de bruidsschat van zijn echtgenote kon hij de economie beginnen verbeteren. Tegen zijn dood in 1671 was de industrie, de landbouw, de handel en het kerk- en schoolwezen terug in bloei. In januari 1671 stierf hij op 54-jarige leeftijd.

## Nakomelingen
Filips en zijn echtgenote Maria Sidonia kregen acht kinderen:
- Frederik Willem (1663-1735), vorst van Hohenzollern-Hechingen
- Herman Frederik (1665-1733), veldmaarschalk van het Heilige Roomse Rijk
- Leopold Karel (1666-1684), sneuvelde bij het Beleg van Boeda
- Filips Frederik (1667-1667)
- Maria Margaretha (1668-1668)
- Karel Ferdinand (1669-1669)
- Sidonia (1670-1687)
- Frans Karel (1671-1671)